# Tafoughalt
Tafoughalt (en àrab تافوغالت, Tāfūḡālt; en amazic ⵜⴰⴼⵓⵖⴰⵍⵜ) és una comuna rural de la província de Berkane, a la regió de L'Oriental, al Marroc. Segons el cens de 2014 tenia una població total de 2.735 persones.